# Dogleg
Dogleg — американський пост-хардкор гурт, заснований у Детройті, штат Мічиган, у 2015 році.
У 2020 році вони випустили свій дебютний альбом Melee, який отримав схвальні відгуки критиків.

## Історія
Гурт Dogleg з'явився наприкінці 2015 року, як сольний проект Алекса Стоіціадіса.
Стоіціадіс сказав про формацію, що «[він] насправді нічого від неї не очікував. Я просто хотів писати, тому що в інших моїх гуртах, у яких я колись був, не було багато творчої свободи. Я просто відчував, що я не міг написати пісні, які хотів написати, тому я думав, що я просто сяду, напишу якомога більше пісень, перш ніж у мене більше не буде місця в підвалі моїх батьків, зроблю запис, викладу це і просто подивлюсь, що станеться».
У 2016 році Стоіціадіс переїхав зі свого рідного міста Рочестер-Хіллз, штат Мічиган, до Енн-Арбор, щоб вступити до коледжу Мічиганського університету.
Стоіціадіс почав працювати над однойменним міні-альбомом Dogleg і випустив його в 2016 році. Назву мініальбому та гурту запозичено від «найбільшого гурту з Мічигану, Bear vs. Shark» і їхньої пісні «Broken Dog Leg».
На початку 2016 року Паркер Гріссом, який ще навчався у середній школі, приєднався до Dogleg на неповний робочий день. Влітку 2016 року Гріссом приєднався до гурту на повну ставку.
Гурт почав грати регулярні концерти в Metal Frat або Sigma Phi, братстві в Мічигані, де проводились підвальні концерти. На таких підвальних концертах відбувалось становлення таких сучасних гуртів, як Brave Bird, La Dispute та Pity Sex.
Пізніше того ж року, з новим складом, гурт Dogleg записав та випустив свій другий мініальбом, Remember Alderaan?.
Протягом 2017 року гурт Dogleg гастролював по штату Мічиган, а в 2018 році гурт почав виступати з концертами на Середньому Заході, зокрема в таких містах, як Акрон, Чикаго та Індіанаполіс. Пізніше у 2018 році гурт представляв Мічиган на фестивалі South by Southwest в Остіні, Техас.
У 2019 році гурт Dogleg підписав контракт із лейблом Triple Crown Records, та почав працювати над записом свого першого повноформатного альбому. 13 березня 2020 року Dogleg випустили свій дебютний альбом Melee, який отримав схвальні відгуки критиків.
У листопаді 2021 року гурт Touché Amoré оголосив, що вирушить у тур по Північній Америці навесні 2022 року, і вони візьмуть із собою такі гурти як Vein.FM (раніше відомі як Vein), Dogleg, Thirdface і Foxtails. Турне розпочнеться 5 березня в Окленді та пройде від узбережжя до узбережжя та в Канаду, а завершиться в Санта-Крус 12 квітня. Vein.FM і Dogleg гратимуть на всіх концертах, тоді як Thirdface приєднаються з 4 по 14 березня, а Foxtails з 16 березня до кінця. 
Але 15 листопада 2021 року гурт Dogleg оголосив про перерву через сімейні проблеми фронтмена Алекса Стоіціадіса.

## Склад гурту
- Алекс Стоіціадіс (Alex Stoitsiadis) — вокал і ритм-гітара,
- Чейз Мачінскі (Chase Macinski) — бас,
- Паркер Гріссом (Parker Grissom) — гітара,
- Джейкоб Хенлон (Jacob Hanlon) — барабани.

## Дискографія

### Студійні альбоми
- Melee (2020)

### Мініальбоми
- Dogleg (2016)
- Remember Alderaan? (2016)

### Сингли
- "Fox" (2019)
- "Kawasaki Backflip" (2020)
- "Ganon Main" (2020)